# ソフトバンクWi-Fiスポット

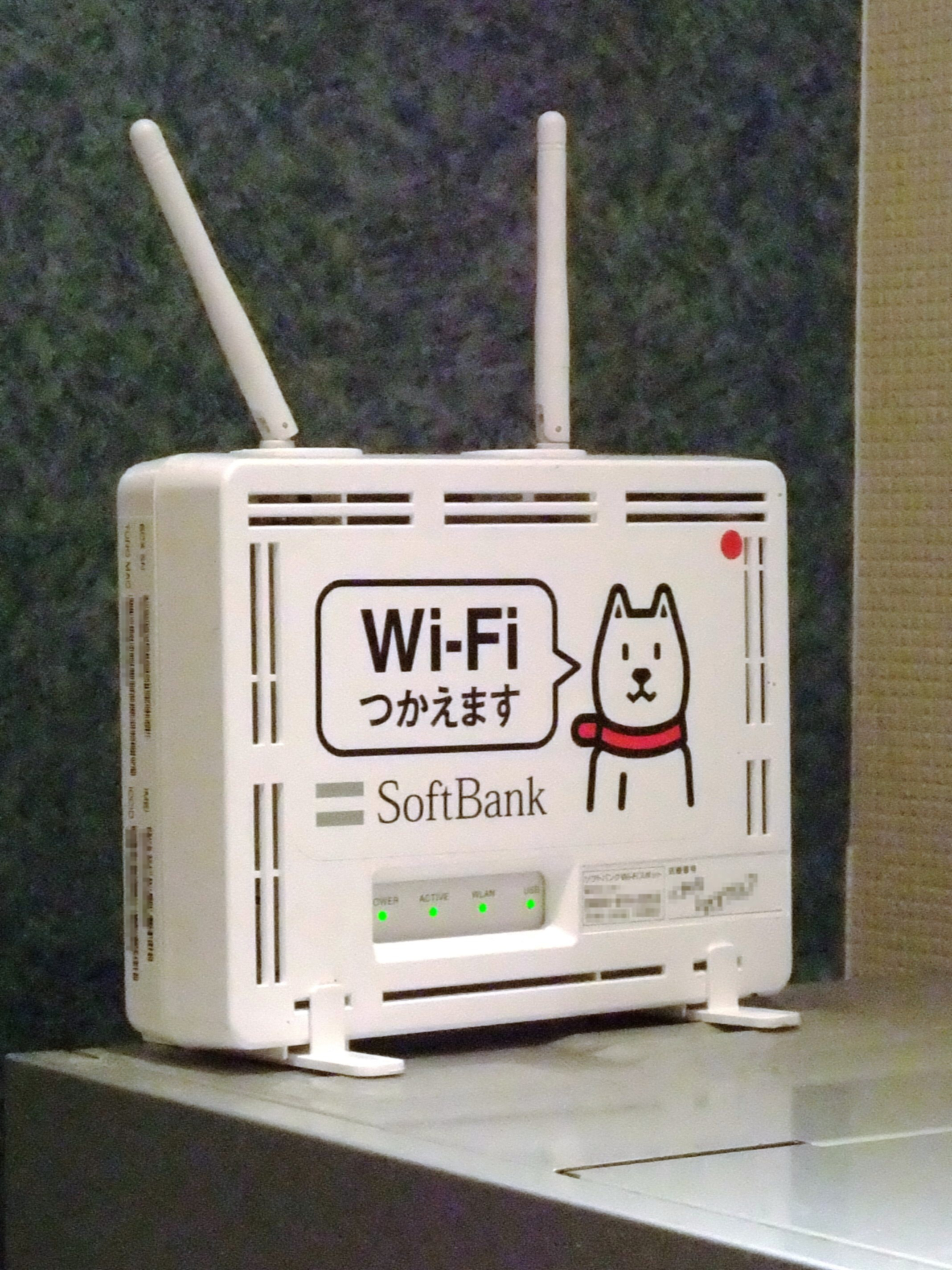
ソフトバンクWi-Fiスポットに用いられるルーター

ソフトバンクWi-Fiスポット（ソフトバンクワイファイスポット）とは、ソフトバンクが提供する、携帯電話・スマートフォン向け公衆無線LANサービスの名称である。

## 概要
ソフトバンクWi-Fiスポットは、SoftBankおよびディズニー・モバイルなど一部のMVNOのWi-Fi（無線LAN）対応携帯電話・スマートフォン加入者向けのサービスである。独自に設置されたソフトバンクWi-Fiスポットに加え、BBモバイルポイントの利用が可能である。
利用は、データ定額プランの何れか（法人向けなどに一部非対応プランあり）の加入が必須で、Wi-Fiスポット料金分の割引が半永久的に継続されて実質無料である。
独自アクセスポイントは、多くはFoxconn製独自ルータ（1.5GHz帯3G/2.5GHz帯AXGPをWAN回線として使用）を使用している。

### 利用可能端末
サービス当初は広くWi-Fi対応端末一般を対象にしていた。2011年2月18日から「サービス向上のため」として接続可能な機種をSoftBankの機種のみに変更している。
2012年7月以降に、SoftBankの機種「以外」の端末（PCや他社携帯電話等Wi-Fiの使えるもの）利用者向けに、有料サービスとして24時間を467円（税別）で利用できる「ソフトバンクWi-Fiスポット (EX) 」（専用SSID:SWS1dayでのみ利用可能・セキュリティなし）が開始された。

### ソフトバンク系他ブランドにおけるサービス展開
旧イー・モバイルが2013年に開始されたEMOBILE 4G-Sで対応して以降、旧ウィルコムや後継のY!mobileブランドの対応スマートフォンも利用可能で、データ端末のEMOBILE 4GなどY!mobileのデータ端末の一部も利用可能である。フィーチャーフォン端末も、端末が対応していれば指定料金プラン契約時に利用可能である。

## 対応携帯電話
ケータイWi-Fi対応SoftBank 3G携帯電話（ただし、2016年1月14日以降は、暗号化証明がSHA-2によるログイン認証が可能な機種に限る）およびiPhone・iPad（Wi-Fiモデルも含む）・SoftBank Xシリーズのスマートフォン、SoftBank スマートフォンが対象となる（Android OSの場合、2016年1月14日以降は、厳密には、2.3以降の端末であることが必要）。Wi-Fiスポットへのログインは、設定アプリないしはソフトウェアがSHA-2証明書による自動認証によって行われるため、IDやパスワードなどは設定されていない。設定アプリやソフトウェアで利用する設定をすれば、スポットに入った際に自動的に接続される。
Y!mobileブランド契約者は、タイプ1契約（通話SIMカードのみの契約も含む）およびタイプ3契約、ワイモバイルの扱うスマートフォン（EMOBILE 4G-S契約のEM01FおよびEM01Lを含む）のほか、端末自体が非対応でなければ、フィーチャーフォン（2017年4月21日現在は「AQUOS ケータイ2」のみ）やSIMフリー端末も利用可能な場合がある。利用は設定が必要で、設定の方法も機種によって異なる。端末により利用可能なSSIDに制限がある。ケータイプランSSおよびシェアプラン（子回線側）の契約では利用不可である。
タイプ2の端末 (302HW) と旧・イー・アクセス契約となるGL07Sは設定アプリが異なるが、ほかの機種はタイプ1の端末とほぼ同じ方法で利用可能である。旧・イー・アクセス契約の3G端末は利用できないため、有料オプションのエコネクトのサービスを使用する。GL07Sは併用も可能である。
旧・ウィルコムが発売した、SoftBankモデルは、SoftBankブランドの設定に準ずる。利用可能なSSIDは、タイプ1と同じである。
2016年1月14日から、ログイン認証がSHA-2非対応の端末で不可となり、SHA-2非対応のSoftBank 3G端末（ケータイWi-Fiとして使用）とSoftBank Xシリーズのうち、Android端末であるSoftBank X06HT、SoftBank X06HTIIは利用不可能となった。Xシリーズのうち、Windows Phone (6.1/6.5) の端末および0001softbankの設定方法が公開されている端末は引き続き使用可能である。

## サービスエリア
- 既存のBBモバイルポイントのアクセスポイント(SSID:mobilepoint/mobilepoint1/mobilepoint2)（Y!mobileブランドは、mobilepointとmobilepoint1が対象のサービスとなる。）
  - マクドナルド、銀座ルノアール、ソフトバンクモバイルSHOP、スーパースポーツゼビオ、ローソン(一部店舗のみ)、デニーズなど
  - 家電量販店(ケーズデンキやヤマダ電機、ジョーシン等)
  - JR主要駅構内、JAL・ANA空港ラウンジ
  - 常磐線ひたち号・ときわ号E657系車内（勝田駅以北はエリア外）、東京メトロの車内(一部路線)
  - 一部の旅館やビジネスホテル
  - 一部の商店街(モトスミ・ブレーメン通り商店街[5]、飛騨高山商店街)

- 独自設置のアクセスポイント (SSID:0001softbank/0002softbank) が利用対象エリアとなる。独自アクセスポイントでは、2010年6月1日よりスターバックスの店舗にアクセスポイントを設置、サービスの運用を開始[6]した。7月からミニストップ[7]やプラザクリエイト[8]の店舗（現在は、子会社のプラザクリエイトストアーズが運営する店舗のブランドのひとつである）にもアクセスポイントの設置を開始。2011年5月1日から都営地下鉄、11月1日から東京メトロの駅構内で、アクセスポイントの運用を開始している（NTTBP公衆無線LAN設備を利用）。

スターバックス以外にも全日本空輸、上島珈琲店、日本航空、サブウェイ、シダックス、コロワイドなど約60社が参加することが発表されている。具体的なパートナー企業は提供中・提供開始予定のパートナー各社・ブランドについてを参照。
2011年末ごろからWPA2エンタープライズの暗号化がかかったSSID:0002softbankが追加された。開始当初はソフトバンクiPhone/iPadのみ利用可能とされたが、その後、他のソフトバンク端末（Y!mobile端末を含む）でも利用可能な機種が登場している。過去の機種はハード的に0002softbankに対応可能と思われる機種でも、0001softbankしか使えない場合がある。
2013年1月2日現在のWi-Fiスポット数は35万か所余で、2014年ごろからSSID:0002softbankは5GHz帯 (11a/n/ac) のみ対応となった。
上記のSSIDの中から、設定アプリの仕様により、電波の強いものが優先して受信される。セキュリティの強固さなどの優先順位はユーザは設定できないため、暗号化のかかっていないSSIDの電波が強い状態であれば、それが優先して受信される形となる。
2015年7月ごろから、外国人観光客向けにSSID:.FREE Wi-Fi PASSPORT を提供した。

### 過去
- 成田エクスプレスE259系車内 - 2016年3月下旬以降、JR東日本が独自に車内Wi-Fiサービスの提供を開始（利用時にメールアドレスを登録）するのに伴い、「ソフトバンクWi-Fiスポット」としてのサービスは順次終了となる[10]。
- 東海道新幹線N700系車内 - 2020年3月末でサービス終了[11]

## セキュリティ
ログイン認証は、設定アプリやソフトウェア（ないしは、フィーチャーフォンに内蔵された機構など）が自動的（ID、パスワードは用いない）にSHA-2暗号化証明書を利用して行われるため、利用者情報の漏洩の可能性は低いとされる。以前は、SHA-2以前の方式も取られていたが、2016年1月14日以降は、SHA-2およびそれ以降の方式のみとされたため、SHA-2非対応のフィーチャーフォンと（OSがSHA-2非対応の）Android 2.2.xまでのスマートフォンでは利用不可能となった。
ログイン認証が暗号化されていても、接続されるSSIDは、以下のようになっている。
| SSID                | 暗号化方式                    |
| ------------------- | ----------------------------- |
| 0001softbank        | なし                          |
| SWS1day             | なし                          |
| FREE Wi-Fi PASSPORT | なし                          |
| mobilepoint         | WEP                           |
| mobilepoint1        | WEP                           |
| mobilepoint2        | WPA2-PSK                      |
| 0002softbank        | WPA2-EAP (802.1x EAP-SIM/AES) |